# Baia (gmina w okręgu Suczawa)
Baia – gmina w Rumunii, w okręgu Suczawa. Obejmuje miejscowości Baia i Bogata. W 2011 roku liczyła 6405 mieszkańców.